# Mark Derlago
Mark Derlago (* 17. Januar 1986 in Brandon, Manitoba) ist ein ehemaliger kanadischer Eishockeyspieler und derzeitiger -trainer, der in Nordamerika besonders in der ECHL erfolgreich spielte und in den höchsten Eishockeyligen in Dänemark, Asien und Großbritannien aktiv war. In Deutschland spielte er in der 2. Eishockey-Bundesliga für die Lausitzer Füchse.

## Karriere

### Junioren
Derlago begann seine Karriere als Eishockeyspieler bei den Portage Terriers in der Manitoba Junior Hockey League. Da er als Jugendlicher sehr klein und schmächtig war, wurde er trotz guter Leistungen als 15-jähriger von keinem Team der kanadischen Juniorenligen gedraftet. Trotzdem erfüllte sich 2003 als 17-Jähriger sein Traum für das Juniorenteam seiner Heimatstadt den Brandon Wheat Kings, welche in der Western Hockey League, einer der wichtigen kanadischen Junioren-Liga organisiert sind, zu spielen. Er entwickelte sich zu einem der erfolgreichsten Torschützen seines Teams und war in seiner letzten Spielzeit als Junior deren Mannschaftskapitän. Schon in seiner Juniorenzeit wurde er Billy genannt, nach seinem Onkel Bill Derlago, welcher in den 1970er Jahren ebenfalls bei den Wheat Kings spielte und später in seiner Karriere mehr als 500 NHL-Spiele absolvierte.

### ECHL
Als 21-Jähriger wechselte er 2007 für zwei Saisons nach Kalifornien, wo er von den Bakersfield Condors in der ECHL verpflichtet und während beider Spielzeiten auch von den Manitoba Moose in der American Hockey League eingesetzt wurde. In beiden Spielzeiten war er dabei der erfolgreichste Torschütze der Condors. Zur Spielzeit 2009/10 wechselte er innerhalb der ECHL wieder näher zu seiner Heimatregion in den Nordwesten der USA zu den Idaho Steelheads. Mit den Steelheads erreichte er das Finale um den Kelly Cup, war dabei der Tor- und Punktbeste Spieler seiner Mannschaft und der Spieler mit der höchsten Plus/Minus-Bilanz der gesamten Liga. Auch in der Folgesaison 2010/11 war er wieder sowohl erfolgreichste Scorer seines Teams als auch einer der punktbesten Spieler der gesamten Liga. Während seiner Zeit in Idaho hatte er auch einige Einsätze in der AHL, für die Providence Bruins und die Texas Stars.
Bei einer Wahl 2018 von den 30 wichtigsten (Greatest) ECHL Spielern aller Zeiten wurde Derlago auf Platz 29 aufgeführt.

### Asien und Europa
Derlago hegte die Absicht, nach Europa zu wechseln und so konnten ihn im April 2011 die Lausitzer Füchse für die 2. Bundesliga verpflichten. Für den Verein aus Ostsachsen war er die Topverpflichtung für die Saison 2011/12 und Derlago war am Saisonende der erfolgreichste Torjäger seines Teams, welches mit Platz 6 nach der Hauptrunde eines der besten Resultate seiner Zweitligageschichte erreichte.
Nach der Spielzeit, wechselte der Kanadier in die Asia League Ice Hockey zum südkoreanischen Verein Anyang Halla. In dieser Liga war er auch zwei weitere Spielzeiten für das japanische Team Nikkō IceBucks aktiv. Sehr gut gefiel ihm nach eigener Aussage seine Zeit, welche er in der dänischen Eishockeyliga Metal Ligaen spielte. Hier lief er für die Vereine Aalborg Pirates und Esbjerg Energy auf das Eis. Mit den Esbjergs erreichte er in der Saison 2014/15 das Play-off-Finale, als Andrew Clark, mit welchem er schon als Junior für die Wheat Kings zusammen spielte, sein Sturmpartner war. Als den ehemaligen Spielort, in welchem er am liebsten Leben würde, bezeichnete er jedoch Nottingham für deren Eishockeyteam die Panthers er in der Spielzeit 2017/18 in der britischen Eishockeyliga aktiv war. Bei allen seinen Auslandsstationen war Derlago entweder erfolgreichster Torschütze oder gehörte zu den erfolgreichsten Scorern seiner Vereine.
Nach seiner aktiven Karriere übernahm er im Sommer 2019 die Position des Assistenztrainers bei seinem Juniorenverein Brandon Wheat Kings und spielte in der Tiger Hills Hockey League, einer kanadischen Seniorenliga seiner Heimatregion.

## Erfolge und Auszeichnungen
| - 2007 Bester Torschütze der WHL - 2009 Teilnahme am ECHL All-Star Game - 2009 ECHL-Spieler des Monats Februar - 2009 ECHL Second All-Star Team - 2010 Teilnahme am ECHL All-Star Game - 2010 ECHL-Spieler des Monats Januar - 2010 ECHL Plus Performer des Monats März | - 2010 ECHL Plus Performer Award - 2010 ECHL First All-Star Team - 2011 Teilnahme am ECHL All-Star Game - 2011 ECHL First All-Star Team - 2015 Dänischer Vizemeister mit Esbjerg Energy - 2015 All-Star Team der Metal Ligaen |

## Karrierestatistik
(Legende zur Spielerstatistik: Sp oder GP = absolvierte Spiele; T oder G = erzielte Tore; V oder A = erzielte Assists; Pkt oder Pts = erzielte Scorerpunkte; SM oder PIM = erhaltene Strafminuten; +/− = Plus/Minus-Bilanz; PP = erzielte Überzahltore; SH = erzielte Unterzahltore; GW = erzielte Siegtore; 1 Play-downs/Relegation; Kursiv: Statistik nicht vollständig)